# Iseropus gulensis
Iseropus gulensis är en stekelart som beskrevs av Bustillo 1975. Iseropus gulensis ingår i släktet Iseropus och familjen brokparasitsteklar. Inga underarter finns listade i Catalogue of Life.